# مستحلب ليبيدي
مستحلب الشحوم ، الذي يباع تحت الاسم التجاري إنتراليبيد من بين أسماء أخرى ، هو محلول زيتي للاستخدام في الوريد . يتم استخدامه تقليديًا كجزء من التغذية الوريدية . كما أنه يستخدم لعلاج عدد من حالات التسمم بما في ذلك التخدير الموضعي وحاصرات بيتا وحاصرات قنوات الكالسيوم والفوسفات العضوي ومضادات الذهان .
الآثار الجانبية قليلة بشكل عام ، على الرغم من أنها قد تشمل الحساسية والتهاب البنكرياس ومتلازمة الضائقة التنفسية لدى البالغين . قد يكون الاستخدام معقدًا بسبب بعض أنواع العدوى الفطرية . كيفية عمله في حالة السمية ليست واضحًة تمامًا.
أصبحت المستحلبات الشحمية متاحة للاستخدام الطبي في عام 1961. بدأ استخدامها للتسمم في عام 1998. الإصدارات المختلفة تصنع من مصادر مختلفة. تشمل المصادر الشائعة فول الصويا وجوز الهند والزيتون والبيض والأسماك . في الولايات المتحدة يكلف حوالي 47 دولارًا أمريكيًا لكل 250 مل من مستحلب تركيز 20٪ مع حلول عام 2021.